# Erica Zingher
Erica Zingher (* 1993 in Transnistrien, de jure Republik Moldau) ist eine deutsche Journalistin, Publizistin und Podcasterin. Sie ist Redakteurin für Gesellschaft bei der taz und regelmäßig Host des Zeit-Online-Podcasts Was jetzt? und des taz-Podcasts Couchreport.

## Leben
Zingher emigrierte mit ihrer Familie 1995 als jüdischer Kontingentflüchtling von Transnistrien nach Deutschland und wuchs als Kind eines Versicherungskaufmanns und einer Krankenschwester in Würzburg auf. Sie studierte Europäische Ethnologie und Gender Studies an der Humboldt-Universität zu Berlin sowie im Master Osteuropastudien in Hamburg. 
Ihre journalistische Stationen führten sie unter anderem zu Radio Eins, zu Spiegel Daily und Spiegel Online. Zingher war als Nachwuchsjournalistin Stipendiatin im Medienprogramm der Heinrich-Böll-Stiftung. Das Medium Magazin wählte sie in die „Top 30 bis 30“ im Journalismus für das Jahr 2020. Im Juni 2021 wurde sie für ihren Text Was wächst auf Beton? mit dem Axel-Springer-Preis in der Kategorie Silber ausgezeichnet. In ihrem Text schreibt sie über ihre persönliche Migrationserfahrung und wie sie mit ihrer Familie als jüdische Kontingentflüchtlinge aus der ehemaligen Sowjetunion eingewandert waren. Thematisch beschäftigt sie sich besonders mit Osteuropa, Israel, postsowjetischer Migration, Antisemitismus, Antislawismus, Rassismus und Pressefreiheit. Zingher lebt in Berlin.

## Auszeichnungen
- 2020: „Top 30 bis 30“ im Journalismus 2020 (Medium Magazin)[11]
- 2021: Axel-Springer-Preis für junge Journalisten in der Kategorie Silber[12]
- 2021: Nominierung: Deutscher Reporter:innenpreis in der Kategorie Essay[13]
- 2023: Shortlist: Peter-Binder-Preis für effektiven Journalismus[14]

## Veröffentlichungen
- (Un)Sichtbarkeiten. Geschenke kosten. In: Laura Cazés (Hrsg.): Sicher sind wir nicht geblieben: Jüdischsein in Deutschland. S. Fischer Verlag, Frankfurt 2022, ISBN 978-3-10-491668-2.
- Liebesbrief. In: Helena Melikov (Hrsg.): IN LIEBE VON. Ein Bild. Ein Text. Eine Liebe. Shift Books, Berlin 2023, ISBN 978-3-948174-21-7.